# Drosera derbyensis
Drosera derbyensis es una especie de planta carnívora perennifolia del género Drosera que es endémica de Australia Occidental.

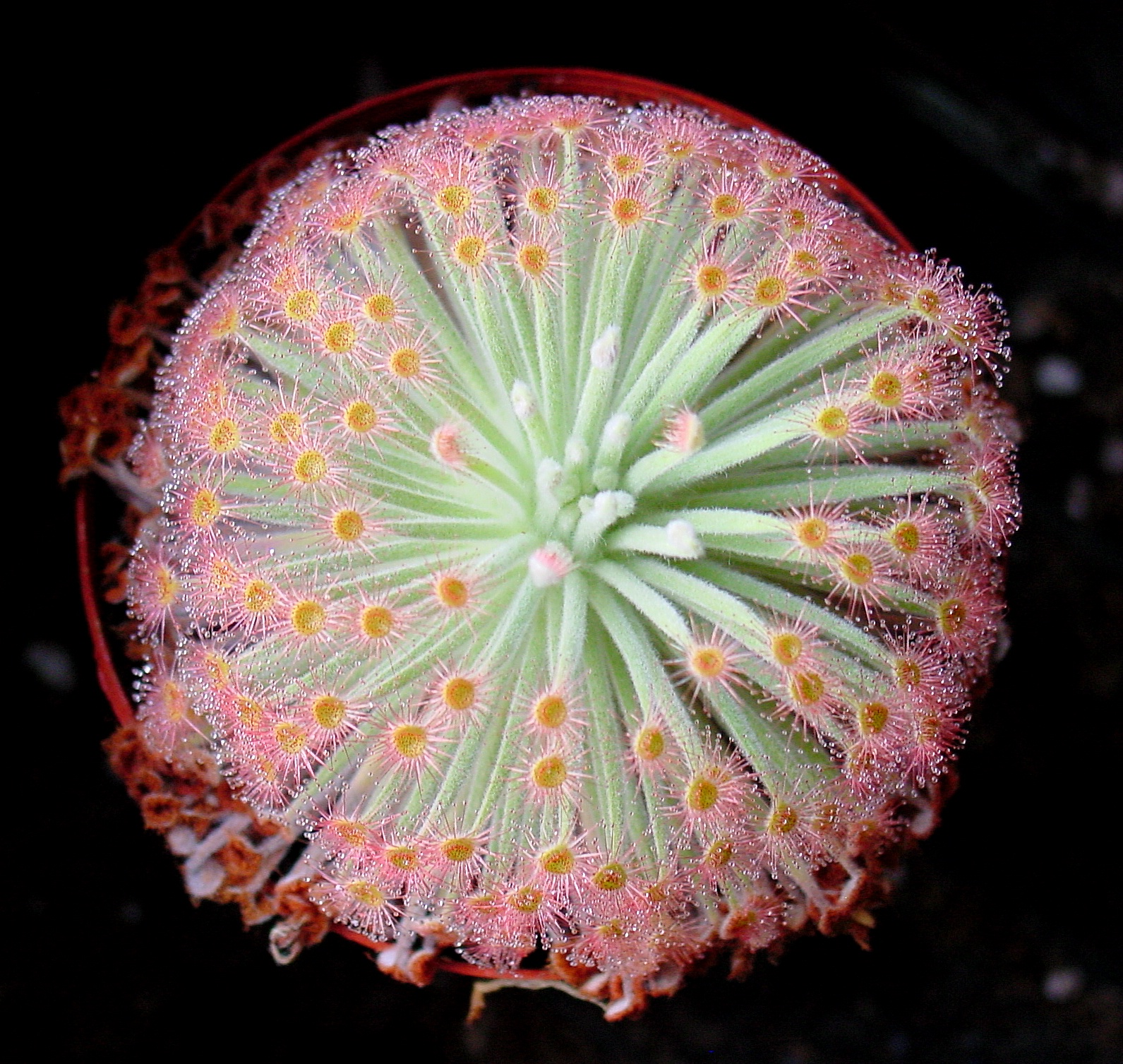
Vista de la planta

## Descripción
Sus hojas son erectas o semi-erectas y están dispuestas en una roseta con una o más rosetas emergentes de la raíz. Los pecíolos son estrechamente oblanceolados, de 0.8-1.0 mm de ancho en el extremo proximal y 01/03 a 01/07 mm de ancho en el ápice, con estrechamiento de 0,5-0,7 mm en la base laminar. Los pecíolos son con frecuencia de 35-45 mm de largo cuando la planta está en flor y están cubiertos en lana blanca no pelos dendríticos. La hoja de la lámina que atrapa los insectos es orbicular y mucho más corta que los pecíolos con sólo 2-3 mm de diámetro. La superficie adaxial está cubierta de glándulas que atrapa los de insectos. Cada roseta produce 1-4 racemos de inflorescencias , que miden 25-35 cm de largo. Cada inflorescencia lleva 30-50 flores blancas, con la floración que se produce entre marzo y junio. La porción superior del escapo y la superficie abaxial de los sépalos están cubiertas con lanosos pelos no dendríticos. Sus raíces son fibrosas. 

## Hábitat
Drosera derbyensis crece en suelos arenosos en cauces o cerca de afloramientos rocosos de Derby a Beverley Springs en la región de Kimberley.
Drosera derbyensis se cultiva y se ha encontrado que puede prosperar en agua caliente.

## Taxonomía
Drosera derbyensis fue descrita por primera vez por Allen Lowrie y fue publicado en Nuytsia 11: 63. 1996.

Etimología
Drosera: tanto su nombre científico –derivado del griego δρόσος (drosos): "rocío, gotas de rocío"– como el nombre vulgar –rocío del sol, que deriva del latín ros solis: "rocío del sol"– hacen referencia a las brillantes gotas de mucílago que aparecen en el extremo de cada hoja, y que recuerdan al rocío de la mañana.
derbyensis: epíteto se refiere a la región donde se produce esta planta.